# Királyszentistván, Veszprém
Királyszentistván  este un sat în districtul Balatonalmád, județul Veszprém, Ungaria, având o populație de 475 de locuitori (2011). 

## Demografie
Componența etnică a satului Királyszentistván
     Maghiari (99,09%)
     Germani (0,91%)
Componența confesională a satului Királyszentistván
     Fără religie (32,42%)
     Romano-catolici (23,79%)
     Reformați (13,05%)
     Atei (3,37%)
     Luterani (1,05%)
     Necunoscută (26,32%)
     Alte religii (2,74%)
Conform recensământului din 2011, satul Királyszentistván avea 475 de locuitori. Din punct de vedere etnic, majoritatea locuitorilor (99,09%) erau maghiari. Nu există o religie majoritară, locuitorii fiind persoane fără religie (32,42%), romano-catolici (23,79%), reformați (13,05%), atei (3,37%) și luterani (1,05%). Pentru 26,32% din locuitori nu este cunoscută apartenența confesională.